# Mohamed Kherrazi
Mohamed Kherrazi (in arabo محمد خيرازي‎?; al-Rashidiyya, 29 giugno 1990) è un cestista marocchino con cittadinanza olandese.

## Carriera
Con i Paesi Bassi ha disputato due edizioni dei Campionati europei (2015, 2022).

## Palmarès
- Campionato olandese: 2

Leida: 2012-13
Heroes Den Bosch: 2021-22
- Coppa d'Olanda: 2

Leida: 2012, 2019
- Supercoppa d'Olanda: 1

Landstede Zwolle: 2019